# Elecciones presidenciales de Colombia de 1930
Las elecciones presidenciales de Colombia de 1930 se celebraron el domingo 9 de febrero de ese año, y dio como resultado el fin de la Hegemonía Conservadora, ya que tras 50 años de gobierno del Partido Conservador Colombiano, el candidato del Partido Liberal Colombiano se impuso en la votación, obteniendo la presidencia de ese país.

## Antecedentes

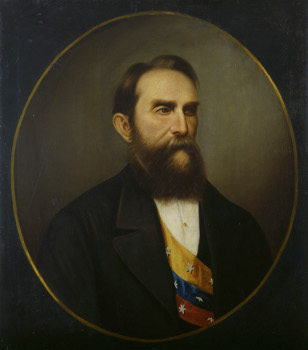
Rafael Núñez, ca. 1884. Museo Nacional de Colombia, Bogotá.

A partir del 10 de agosto de 1884, los conservadores retuvieron la presidencia de Colombia, gracias al viraje del liberal Rafael Núñez al conservadurismo y la consolidación de un proyecto reformista del liberalismo radical, conocido como La Regeneración, y que desembocó en la Constitución de 1886.
A partir de 1886, todos los gobiernos colombianos en el poder, o eran conservadores, o eran apoyados por mayoría conservadora. Salvo el caso de la Unión Republicana, en 1910 (con la cual ganó el empresario conservador Carlos Eugenio Restrepo), los conservadores ganaron todas las elecciones desde 1886 hasta 1926. La constitución de 1886 consagró el período presidencial por 4 años, iniciando cada 7 de agosto.

### Candidaturas presidenciales

#### Partido Conservador Colombiano
En 1929 el Partido Conservador se encontraba dividido entre las candidaturas del General Alfredo Vásquez Cobo, veterano de la Guerra de los Mil Días, y el escritor y poeta de renombre nacional Guillermo Valencia Castillo. Por tal situación, el partido decidió acudir al arbitramento tradicional, el Arzobispado de Bogotá, quien en ocasiones anteriores había logrado mediar para unificar al conservatismo y conseguir la presidencia.

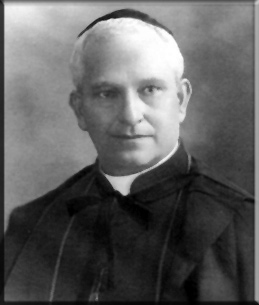
Monseñor Ismael Perdomo.

Sin embargo, en enero de 1928, el titular del arzobispado, Bernardo Herrera Restrepo, falleció a una prolongada edad, y su sucesor, el arzobispo Ismael Perdomo Borrero, dejó en los párrocos la decisión de orientar a los feligreses sobre qué candidato elegir. Por tal motivo, los dos aspirantes conservadores decidieron presentarse por separado. Adicionalmente los sucesos de la Masacre de las bananeras de noviembre de 1928, dejaron al partido con una imagen desfavorable ante el electorado.
El general Vásquez Cobo, excomandante del ejército y quien había ocupado los ministerios de Guerra y de Relaciones Exteriores, estaba respaldado por el sector más radical de su partido, mientras que el escritor y exparlamentario Guillermo Valencia, quien ya había postulado en 1918, contaba como con el respaldo de los conservadores moderados y esperaba pactar con el entonces minoritario Partido Liberal.

#### Partido Liberal Colombiano

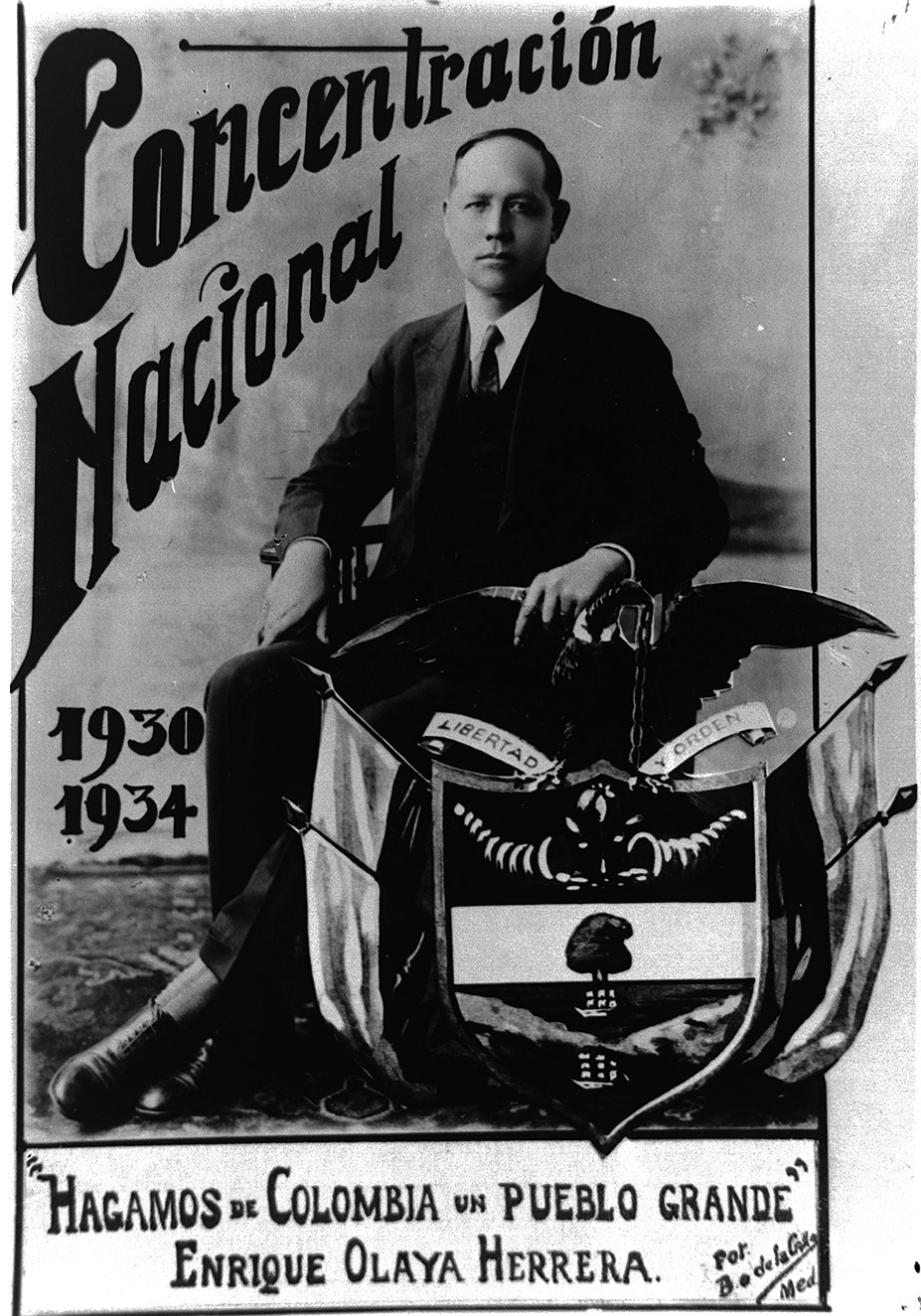
Cartel publicitario de Olaya Herrera en 1929.

La terna que había asumido la jefatura del liberalismo en 1928, decidió presentar una candidatura propia para las elecciones de 1930, teniendo en cuenta la división del conservatismo y los malos resultados del gobierno de Miguel Abadía Méndez, quien había ganado sin oposición alguna en 1926. Se inició la búsqueda de un candidato que permitiera no solo la unidad del liberalismo, sino algún respaldo de los conservadores y que no aparentara un peligro inminente al régimen, para mantener las dos candidaturas. 
Luego de meses de consultas, la dirigencia liberal le ofreció la candidatura al embajador en Estados Unidos, Enrique Olaya Herrera, liberal caracterizado por su espíritu conciliador, llegando a ocupar los ministerios de Agricultura y de Relaciones Exteriores en varios gobiernos conservadores. La candidatura de Olaya fue innovadora en la medida en que utilizó por primera vez el transporte aéreo y la radio para dar a conocer su programa de gobierno.

## Candidatos
La siguiente es la lista de candidatos inscritos (por orden alfabético).
| Candidato | Candidato | Candidato                                                                | Formación | Cargos públicos |
| --------- | --------- | ------------------------------------------------------------------------ | --------- | --- |
|           |           | Enrique Olaya Herrera 49 años Lema: Hagamos de Colombia un pueblo grande | Político  | - Ministro de Agricultura y Comercio de Colombia (1921-1921) - Ministro de Relaciones Exteriores de Colombia (1921-1922) - Ministro de Relaciones Exteriores de Colombia (1910-1911) - Ministro Plenipotenciario de Colombia en Washington D. C.(1922-1930)                                                          |
|           |           | Guillermo Valencia 56 años                                               | Poeta     | - Miembro de la Cámara de Representantes de Colombia por Cundinamarca (1896-1900) - Ministro de Hacienda de Colombia (1901-1901) - Gobernador del Cauca (1904-1906) - Ministro de Guerra de Colombia (1914-1915) - Senador de la República de Colombia (1922-1926) - Senador de la República de Colombia (1926-1930) |
|           |           | Alfredo Vásquez Cobo 61 años Disidencia Conservadora                     | Militar   | - Ministro de guerra de Colombia (1903-1904) - Ministro de relaciones exteriores de Colombia (1906-1908) - Ministro de guerra de Colombia (1908-1909) - Ministro de instrucción pública de Colombia (1921-1921) |

## Resultados
Las elecciones dieron como resultado el triunfo del liberalismo, luego de 44 años de hegemonía conservadora, gracias a la división de este partido. Fue la primera vez desde que se promulgó la Constitución de 1886 que un liberal accedía a la presidencia. Ese factor se menciona en El amor en los tiempos del cólera (una novela de Gabriel García Márquez, 1985).
| Candidato a presidente          | Partido o movimiento            | Votos   |
| ------------------------------- | ------------------------------- | ------- |
| Enrique Olaya Herrera           | Liberal                         | 369.934 |
| Guillermo Valencia Castillo     | Conservador                     | 240.360 |
| Alfredo Vásquez Cobo            | Conservador                     | 213.583 |
| Otros votos, blancos y anulados | Otros votos, blancos y anulados | 766     |
| Total de votos válidos          | Total de votos válidos          | 824.530 |

1. ↑  Incluye 577 votos por Alberto Castrillón, candidato del Partido Socialista Revolucionario.

## Participación
En estas elecciones participaron un total de 828.447 ciudadanos, lo cual muestra un aumento considerable con respecto a comicios anteriores. Esto se explica por el atractivo que representó para los votantes adeptos al Partido Liberal una elección con altas posibilidades de triunfo, como se verificó finalmente.
La jornada electoral transcurrió en un ambiente pacífico, no obstante la tensión por el resultado entre los votantes liberales y unas autoridades locales, jueces y empleados oficiales en su totalidad adeptos al conservatismo. Frente a esa situación, la costumbre del partido gobernante de nombrar funcionarios y organizar las circunscripciones electorales de acuerdo a sus intereses, también fue desafiada por la campaña de Olaya al promover una campaña en la que participaron miembros de ambos partidos.